# Extraliga ragby XV 2014/2015
Extraliga ragby XV 2014/2015 byla nejvyšší ragbyovou soutěží v Česku na podzim 2014 a na jaře 2015. Sezóna byla  zakončená finále playoff 30. května 2015. Vítězem se stal RC Praga Praha.

## Základní údaje o startujících
- Praha:
  - RC Slavia Praha
  - RC Sparta Praha
  - RC Praga Praha
  - RC Tatra Smíchov
- Středočeský kraj:
  - RC Mountfield Říčany
- Jihomoravský kraj:
  - RC Dragon Brno
  - JIMI RC Vyškov
- Severomoravský kraj:
  - TJ Sokol Mariánské Hory

### Hřiště
| Klub                    | Založen | Název hřiště              | od roku |
| ----------------------- | ------- | ------------------------- | ------- |
| RC Slavia Praha         | 1927    | Sportovní areál SK Slávia | 2006    |
| RC Sparta Praha         | 1928    | Na Podvinném mlýně        | 1982    |
| RC Mountfield Říčany    | 1944    | Stadion J. Kohouta        | 1945    |
| RC Praga Praha          | 1944    | Ragbyové hřiště RC Praga  | 1955    |
| RC Dragon Brno          | 1946    | Ragbyové hřiště RC Dragon | 1998    |
| TJ Sokol Mariánské Hory | 1947    | Ragbyové hřiště TJ Sokol  | 1999    |
| JIMI RC Vyškov          | 1952    | Areál Jana Navrátila      | 1957    |
| RC Tatra Smíchov        | 1959    | FCC rugby arena           | 1973    |

## 1. fáze – Základní část
- Období: 31.8.2014 – 10.5.2015

| Poř. | Tým                     | Z  | V  | R | P  | CB      | 4P | -7 | B* |
| ---- | ----------------------- | -- | -- | - | -- | ------- | -- | -- | -- |
| 1.   | RC Praga Praha          | 14 | 12 | 0 | 2  | 527–242 | 9  | 1  | 58 |
| 2.   | JIMI RC Vyškov          | 14 | 11 | 0 | 3  | 412–184 | 7  | 3  | 54 |
| 3.   | RC Tatra Smíchov        | 14 | 11 | 0 | 3  | 407–223 | 8  | 1  | 52 |
| 4.   | RC Sparta Praha         | 14 | 6  | 0 | 8  | 345–372 | 6  | 4  | 34 |
| 5.   | RC Mountfield Říčany    | 14 | 5  | 0 | 9  | 257–325 | 3  | 3  | 26 |
| 6.   | RC Slavia Praha         | 14 | 5  | 0 | 9  | 254–429 | 5  | 1  | 26 |
| 7.   | RC Dragon Brno          | 14 | 4  | 0 | 10 | 262–418 | 2  | 1  | 19 |
| 8.   | TJ Sokol Mariánské Hory | 14 | 2  | 0 | 12 | 193–464 | 1  | 4  | 13 |

pozn. RC Tatra Smíchov odečetli -1 bod za kontumační prohru 0:30 s JIMI RC Vyškov, kvůli neopravněnému startu Vojtěcha Máry, který měl pozastavenou činnost. Tatra původně ve Vyškovu zvítězila 21:14.

### Křížová tabulka základní části
Týmy jsou seřazeny podle umístění v minulé sezóně.
| Domácí \ Hosté | PRG   | SPA   | SLA   | ŘÍČ   | TAT   | VYŠ   | DRG   | MHR   |
| Praga          |       | 48–21 | 36–22 | 50–18 | 15–31 | 18–16 | 55–19 | 40–13 |
| Sparta         | 24–40 |       | 33–17 | 25–22 | 13–17 | 38–34 | 0–25  | 33–27 |
| Slavia         | 0–82  | 34–29 |       | 29–17 | 3–50  | 10–33 | 25–14 | 35–10 |
| Říčany         | 3–28  | 29–27 | 30–7  |       | 22–26 | 7–20  | 26–22 | 19–13 |
| Tatra          | 19–24 | 28–22 | 43–12 | 32–14 |       | 12–20 | 41–15 | 59–0  |
| Vyškov         | 32–30 | 18–10 | 27–0  | 13–3  | 30–0  |       | 50–15 | 70–6  |
| Dragon         | 14–41 | 14–46 | 15–14 | 26–21 | 21–32 | 10–26 |       | 32–13 |
| Mar. Hory      | 10–20 | 19–24 | 10–46 | 7–26  | 12–17 | 25–23 | 28–20 |       |

Aktualizováno po zápasech hraných 10. května 2015
Zdroj: 

Vysvětlivky
1. ↑  Domácí tým je uveden v levém sloupci

Barvy: Modrá = výhra domácích; Žlutá = remíza; Červená = výhra hostů

- 1. kolo Archivováno 20. 7. 2015 na Wayback Machine., 2. kolo Archivováno 20. 7. 2015 na Wayback Machine., 3. kolo Archivováno 20. 7. 2015 na Wayback Machine., 4. kolo Archivováno 20. 7. 2015 na Wayback Machine., 5. kolo Archivováno 20. 7. 2015 na Wayback Machine., 6. kolo Archivováno 20. 7. 2015 na Wayback Machine., 7. kolo Archivováno 25. 2. 2021 na Wayback Machine. (zápas Dragon-Praga skončil 14:41[2]), 8. kolo Archivováno 20. 7. 2015 na Wayback Machine., 9. kolo Archivováno 20. 7. 2015 na Wayback Machine., 10. kolo Archivováno 20. 7. 2015 na Wayback Machine., 11. kolo Archivováno 20. 7. 2015 na Wayback Machine., 12. kolo Archivováno 20. 7. 2015 na Wayback Machine., 13. kolo Archivováno 20. 7. 2015 na Wayback Machine., 14. kolo Archivováno 20. 7. 2015 na Wayback Machine.,

## 2. fáze – Playoff

### Pavouk
|  | Semifinále | Semifinále       | Semifinále |  |  | Finále      | Finále           | Finále      |
|  |            |                  |            |  |  |             |                  |             |
|  | 1          | RC Praga Praha   | 56         |  |  |             |                  |             |
|  | 4          | RC Sparta Praha  | 23         |  |  |             |                  |             |
|  |            |                  |            |  |  | 1           | RC Praga Praha   | 41          |
|  |            |                  |            |  |  | 2           | JIMI RC Vyškov   | 7           |
|  | 2          | JIMI RC Vyškov   | 28         |  |  |             |                  |             |
|  | 3          | RC Tatra Smíchov | 12         |  |  | Třetí místo | Třetí místo      | Třetí místo |
|  |            |                  |            |  |  | 3           | RC Tatra Smíchov | 29          |
|  |            |                  |            |  |  | 4           | RC Sparta Praha  | 5           |

#### Semifinále
| 23. května 2015 14:00 SELČ | RC Praga Praha | 56 – 23 | RC Sparta Praha | Ragbyové hřiště RC Praga, Praha Diváci: 86 535 Rozhodčí: Václav Heřman |
| 23. května 2015 14:00 SELČ | Pětky: Z. Šroubek 15' k T. Forst (2) 26' k, 46' k P. Syrový (2) 38' k, 40' k D. Hošek 51' k P. Čížek 61' k T. Matras 79' k Kopy po pětce: P. Čížek 15', 26', 38', 40', 46', 51' T. Forst 61', 79' | zápis   | Pětky: M. Křížánek 30' k I. Sulamanidze 56' k Kopy po pětce: P. Vokrouhlík 30', 56' Trestné kopy: P. Vokrouhlík 13', 15', 26' | Ragbyové hřiště RC Praga, Praha Diváci: 86 535 Rozhodčí: Václav Heřman |

| 23. května 2015 14:00 SELČ | JIMI RC Vyškov                                                                                              | 28 – 12 | RC Tatra Smíchov                                                     | Areál Jana Navrátila, Vyškov Diváci: 76 347 Rozhodčí: Matěj Rázga |
| 23. května 2015 14:00 SELČ | Pětky: A. Soural 5' k J. Pantůček (2) 15' k, 64' k O. Kovář 23' k Kopy po pětce: M. Kovář 5', 15', 23', 64' | zápis   | Pětky: J. Procházka 11' k P. Elis 48' k Kopy po pětce: L. Honner 48' | Areál Jana Navrátila, Vyškov Diváci: 76 347 Rozhodčí: Matěj Rázga |

#### o 3. místo
| 30. května 2015 11:00 SELČ | RC Tatra Smíchov | 29 – 5 | RC Sparta Praha            | FCC rugby arena, Praha Diváci: 129 777 Rozhodčí: Štěpán Čekal |
| 30. května 2015 11:00 SELČ | Pětky: P. Hocke 21' n J. Procházka 70' k J. Fanta 76' k M. Kladiva 78' k Kopy po pětce: Č. Řanda 70', 76', 78' Trestné kopy: Č. Řanda 20' | zápis  | Pětky: P. Vokrouhlík 74' n | FCC rugby arena, Praha Diváci: 129 777 Rozhodčí: Štěpán Čekal |

#### Finále
| 30. května 2015 14:00 SELČ | RC Praga Praha | 41 – 7      | JIMI RC Vyškov                                       | Ragbyové hřiště RC Praga, Praha Diváci: 155 945 Rozhodčí: Jaroslav Bednařík |
| 30. května 2015 14:00 SELČ | Pětky: P. Syrový 34' k M. Boháč 40' k P. Čížek 52' k D. Novák 66' k K. Jung 79' k Kopy po pětce: P. Čížek 34', 40', 52', 66', 79' Trestné kopy: P. Čížek 24', 40' | zápis video | Pětky: J. Pantůček 40' k Kopy po pětce: M. Kovář 40' | Ragbyové hřiště RC Praga, Praha Diváci: 155 945 Rozhodčí: Jaroslav Bednařík |

## Konečné pořadí
| Pořadí           | Tým                     |
| ---------------- | ----------------------- |
| Zlatá medaile    | RC Praga Praha          |
| Stříbrná medaile | JIMI RC Vyškov          |
| Bronzová medaile | RC Tatra Smíchov        |
| 4.               | RC Sparta Praha         |
| 5.               | RC Mountfield Říčany    |
| 6.               | RC Slavia Praha         |
| 7.               | RC Dragon Brno          |
| 8.               | TJ Sokol Mariánské Hory |

V tabulce níže jsou uvedení pouze ragbisté a trenéři zapsaní na soupiskách v playoff:
| Umístění         | Mužstvo          | Hráči |
| ---------------- | ---------------- | --- |
| Zlatá medaile    | RC Praga Praha   | Rojníci: Erich Schreiber • Jan Jung • Zbyněk Šroubek • Tomáš Holovský • Robert Voves • Radim Backa • Dan Hošek • Michal Kulhánek • Tomáš Matras • Karel Vazač • Petr Kalina • Sebastián Náse • Martin Boháč Spojky: Pavel Syrový • Petr Čížek – Útočníci: David Nová • Tomáš Forst • Karel Jung • Filip Fuchs • Jakub Žalud • Jakub Fuchs • Jan Chupík • Tomáš Bartůněk Trenéři: Eduard Krützner ml. • Josef Fišer                                                           |
| Stříbrná medaile | JIMI RC Vyškov   | Rojníci: David Brtníček • Jan Kovář • David Jaroš • Václav Monček • Miroslav Procházka • Neal Mendham • Martin Pořízek • Ondřej Kovář • Radim Koutný • Radim Trunečka • Jan Horák • Vladimír Mazal • Jakub Doležel Spojky: Jan Školař • Martin Kovář – Útočníci: Adam Soural • Lukáš Chalabala • Michal Juřínek • Marek Jordánek • Jiří Pantůček • Michal Novák • Radek Fialka • Martin Gibala • Ondřej Prokop Trenéři: Pavel Pala • Martin Hudák                            |
| Bronzová medaile | RC Tatra Smíchov | Rojníci: Pavel Hocke • Petr Procházka • Petr Hocke • Jan Olbrich • Jakub Procházka • Jiří Černý – • Vojtěch Mára • Pavel Elis • Michal Průša • Matouš Hodek • Martin Bezouška • Tomáš Veniger • David Schořík • Filip Vacek • Jakub Doležal Spojky: Jan Frýdl • Lukáš Honner Útočníci: Jan Rudolf • Karel Berounský ml. • Roman Rygl • Marek Šimák • Martin Kladiva • Tomáš Bartoň • Čestmír Řanda • Tomáš Kintr • Jan Hřebík • Jan Fanta Trenéři: Filip Vacek • Jan Čiverný |

## 1. liga 2014/15
Konečná tabulka druhé nejvyšší soutěže o postup do Extraligy 2015/16.
- Období: 7.9.2014 – 10.5.2015

| Poř. | Tým                  | Z  | V  | R | P  | CB      | 4P | -7 | B* |
| ---- | -------------------- | -- | -- | - | -- | ------- | -- | -- | -- |
| 1.   | RC Přelouč           | 14 | 13 | 0 | 1  | 539–230 | 9  | 0  | 61 |
| 2.   | RK Petrovice         | 14 | 10 | 0 | 4  | 426–313 | 11 | 1  | 51 |
| 3.   | RC Bystrc            | 14 | 10 | 0 | 4  | 479–194 | 10 | 0  | 46 |
| 4.   | RC Tatra Smíchov "B" | 14 | 7  | 0 | 7  | 479–297 | 8  | 3  | 38 |
| 5.   | RC Olomouc           | 14 | 4  | 0 | 10 | 349–411 | 8  | 3  | 27 |
| 6.   | RC Zlín              | 14 | 5  | 0 | 9  | 311–483 | 6  | 1  | 27 |
| 7.   | RC Havířov           | 14 | 5  | 0 | 9  | 215–362 | 4  | 0  | 24 |
| 8.   | ARC Iuridica Praha   | 14 | 2  | 0 | 12 | 179–687 | 2  | 1  | 11 |

pozn. RK Petrovice a RC Tatra Smíchov "B" odečetli -1 bod za kontumační prohru 0:30 s RC Bystrc.
Do Extraligy 2015/16 postoupil tým RC Přelouč a do baráže s týmem RC Dragon Brno postoupil tým RK Petrovice.

## Baráž o Extraligu 2015/16
| Datum     | Domácí         | Hosté          | Výsledek   |
| --------- | -------------- | -------------- | ---------- |
| 24.5.2015 | RK Petrovice   | RC Dragon Brno | 13:18      |
| 31.5.2015 | RC Dragon Brno | RK Petrovice   | nehrálo se |

pozn. Před odvetným utkáním baráže se RC Přelouč vzdal postupu do Extraligy a tím postoupili oba týmy RK Petrovice a RC Dragon Brno.